# Consiglio nazionale (Svizzera)
Il Consiglio nazionale (in tedesco: Nationalrat, in francese: Conseil national, in romancio: Cussegl naziunal) è la camera bassa del Parlamento svizzero. Con il Consiglio degli Stati - la camera alta - forma l'Assemblea federale.
Le sedute si tengono nella Sala del consiglio nazionale, che si trova nel Palazzo federale a Berna, mentre il Presidente per il biennio 2023-2024 è Eric Nussbaumer (SP/PSS).

## Competenze

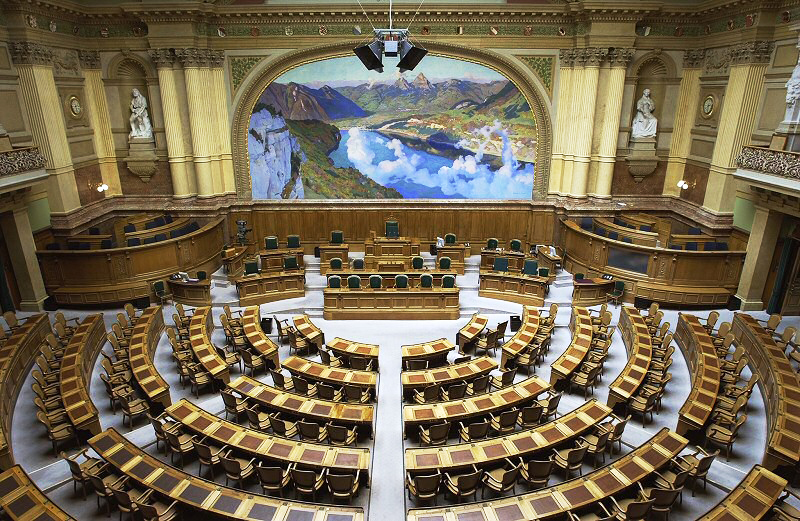
La sala del Consiglio nazionale (e dell'Assemblea federale), a Berna.

Le due camere, Consiglio nazionale e Consiglio degli stati, sono politicamente equivalenti, nel senso che una delibera è valida solo se è approvata nella stessa versione dai due rami del parlamento. Tutti gli affari vengono trattati consecutivamente dalle due camere. I presidenti delle camere si accordano sul ramo che affronterà per primo l'oggetto ("Camera prioritaria").
Se il Consiglio nazionale e il Consiglio degli Stati non trovano l'accordo su un testo comune nel corso della prima trattazione, si avvia una procedura di appianamento delle divergenze, in cui l'oggetto viene palleggiato avanti e indietro da una camera all'altra. Se dopo tre passaggi non si raggiunge il consenso, entra in campo la conferenza di conciliazione (vedi anche Procedura legislativa svizzera).
Ogni anno la camera bassa elegge un nuovo presidente del Consiglio nazionale, che presiede anche le sedute dell'Assemblea federale ed è quindi considerato il "primo cittadino" svizzero.

## Sistema elettorale
La legislatura ha una durata quadriennale. Lo scioglimento anticipato delle camere non è previsto dalla costituzione, tanto che solo in caso di una revisione totale l'Assemblea federale (Consiglio nazionale e Consiglio degli Stati) viene automaticamente sciolta e rieletta.
Dal 1912, in seguito ad un'iniziativa popolare, il Consiglio nazionale è eletto con un sistema proporzionale fondato su 26 circoscrizioni corrispondenti a ogni singolo cantone.
L'attribuzione dei seggi ai partiti viene determinata su base cantonale. Non esiste nessuna soglia di sbarramento e nei cantoni a cui spetta un solo deputato viene applicato di fatto il sistema maggioritario uninominale.
Prima di ogni elezione i partiti presentano le liste elettorali cantonali. Il numero di candidati non può superare il numero di seggi da attribuire. È tuttavia possibile presentare più liste collegate allo stesso partito per aumentare il numero di candidati. È quindi possibile che un singolo partito si presenti con liste supplementari di donne, giovani, pensionati, ecc. per intercettare voti. È inoltre possibile che il collegamento sia esteso ad altri partiti.
L'elettore può segnalare la sua preferenza per un numero di candidati corrispondente al numero di seggi da attribuire nel cantone di residenza. Un elettore del cantone di Zurigo ha quindi 36 preferenze da attribuire, mentre l'elettore di Uri una sola. È inoltre possibile sostituire un candidato della lista preferita con un candidato di un altro partito o menzionare la preferenza più di una volta.

## Gruppi Parlamentari
Nell'Assemblea federale unificata i parlamentari delle due camere si riuniscono in gruppi parlamentari, che sono composti sia da deputati sia da senatori.
Un gruppo parlamentare deve contare almeno cinque membri, i membri di partiti minori si riuniscono quindi in gruppi misti o aderiscono a gruppi costituiti da membri di partiti più grandi.

## Seggi

### Attribuzione
Nelle circoscrizioni (cantoni) i seggi vengono attribuiti attraverso il modello del quoziente di Hagenbach-Bischoff. All'inizio i seggi vengono attribuiti in base alla somma ottenuta dalle liste collegate, e solamente in seguito viene decisa l'attribuzione alle singole liste e ai singoli candidati.

### Numero
Nel 1848, il Consiglio nazionale aveva 1 deputato ogni 20 000 abitanti, dunque contava 111 membri. Dopo ogni censimento veniva alzato il numero di membri o il quorum per ottenere un seggio. Nel 1863 la dimensione venne definitivamente fissata a 200 deputati.

### Distribuzione
Il Consiglio nazionale rappresenta il popolo svizzero e conta 200 deputati eletti proporzionalmente alla popolazione delle varie circoscrizioni elettorali (circa 1 seggio ogni 35 000 abitanti). Ogni cantone o semi-cantone costituisce una circoscrizione ed elegge almeno 1 rappresentante, anche se la sua popolazione è inferiore ai 35 000 abitanti.
Di seguito la ripartizione dei seggi per ogni cantone, con le variazioni:
| Localizzazione | Stemma | Cantone            | Seggi (2003) | Seggi (2007) | Seggi (2011) | Seggi (2015) | Seggi (2019) | Seggi (2023) |
| -------------- | ------ | ------------------ | ------------ | ------------ | ------------ | ------------ | ------------ | ------------ |
|                |        | Argovia            | 15           | 15           | 15           | 16 (1)       | 16           | 16           |
|                |        | Appenzello Esterno | 1            | 2 (1)        | 1 (1)        | 1            | 1            | 1            |
|                |        | Appenzello Interno | 1            | 1            | 1            | 1            | 1            | 1            |
|                |        | Basilea Campagna   | 7            | 7            | 7            | 7            | 7            | 7            |
|                |        | Basilea Città      | 5            | 6 (1)        | 5 (1)        | 5            | 5            | 4 (1)        |
|                |        | Berna              | 27           | 27           | 26 (1)       | 25 (1)       | 24 (1)       | 24           |
|                |        | Friburgo           | 6            | 6            | 7 (1)        | 7            | 7            | 7            |
|                |        | Ginevra            | 11           | 11           | 11           | 11           | 12 (1)       | 12           |
|                |        | Glarona            | 1            | 1            | 1            | 1            | 1            | 1            |
|                |        | Grigioni           | 5            | 5            | 5            | 5            | 5            | 5            |
|                |        | Giura              | 2            | 2            | 2            | 2            | 2            | 2            |
|                |        | Lucerna            | 10           | 10           | 10           | 10           | 9 (1)        | 9            |
|                |        | Neuchâtel          | 5            | 5            | 5            | 4 (1)        | 4            | 4            |
|                |        | Nidvaldo           | 1            | 1            | 1            | 1            | 1            | 1            |
|                |        | Obvaldo            | 1            | 1            | 1            | 1            | 1            | 1            |
|                |        | San Gallo          | 12           | 12           | 12           | 12           | 12           | 12           |
|                |        | Sciaffusa          | 2            | 2            | 2            | 2            | 2            | 2            |
|                |        | Svitto             | 4            | 3 (1)        | 4 (1)        | 4            | 4            | 4            |
|                |        | Soletta            | 7            | 7            | 7            | 6 (1)        | 6            | 6            |
|                |        | Turgovia           | 6            | 6            | 6            | 6            | 6            | 6            |
|                |        | Ticino             | 8            | 8            | 8            | 8            | 8            | 8            |
|                |        | Uri                | 1            | 1            | 1            | 1            | 1            | 1            |
|                |        | Vaud               | 18           | 17 (1)       | 18 (1)       | 18           | 19 (1)       | 19           |
|                |        | Vallese            | 7            | 7            | 7            | 8 (1)        | 8            | 8            |
|                |        | Zurigo             | 34           | 34           | 34           | 35 (1)       | 35           | 36 (1)       |
|                |        | Zugo               | 3            | 3            | 3            | 3            | 3            | 3            |

## Verbali delle sedute
I verbali delle sedute del Consiglio nazionale sono pubblicati nel Bollettino ufficiale dell'Assemblea federale: dal 1891 in forma cartacea, e a partire dalla sessione invernale del 1995 anche sul sito web del parlamento.